# جيوانهي
جيوانهي (بالصينية: 庄河市) هي مدينة على مستوى مقاطعة، في الصين، تقع في داليان، وداندونغ، وداليان، ولياونينغ، ولياونينغ، بلغ عدد سكانها 905,852 نسمة وذلك حسب إحصائيات سنة 2010، تبلغ مساحتها 3,900 كيلومتر مربع، رمزها البريدي هو 116400.

## المناخ
يظهر الجدول التالي التغييرات المناخية على مدار السنة لجيوانهي:
| البيانات المناخية لـجيوانهي        | البيانات المناخية لـجيوانهي | البيانات المناخية لـجيوانهي | البيانات المناخية لـجيوانهي | البيانات المناخية لـجيوانهي | البيانات المناخية لـجيوانهي | البيانات المناخية لـجيوانهي | البيانات المناخية لـجيوانهي | البيانات المناخية لـجيوانهي | البيانات المناخية لـجيوانهي | البيانات المناخية لـجيوانهي | البيانات المناخية لـجيوانهي | البيانات المناخية لـجيوانهي | البيانات المناخية لـجيوانهي |
| الشهر                              | يناير                       | فبراير                      | مارس                        | أبريل                       | مايو                        | يونيو                       | يوليو                       | أغسطس                       | سبتمبر                      | أكتوبر                      | نوفمبر                      | ديسمبر                      | المعدل السنوي               |
| ---------------------------------- | --------------------------- | --------------------------- | --------------------------- | --------------------------- | --------------------------- | --------------------------- | --------------------------- | --------------------------- | --------------------------- | --------------------------- | --------------------------- | --------------------------- | --------------------------- |
| الدرجة القصوى °م (°ف)              | 8.2 (46.8)                  | 12.4 (54.3)                 | 18.0 (64.4)                 | 29.3 (84.7)                 | 34.5 (94.1)                 | 36.0 (96.8)                 | 35.0 (95.0)                 | 34.2 (93.6)                 | 31.6 (88.9)                 | 27.6 (81.7)                 | 19.6 (67.3)                 | 12.0 (53.6)                 | 36.0 (96.8)                 |
| متوسط درجة الحرارة الكبرى °م (°ف)  | −1.5 (29.3)                 | 1.2 (34.2)                  | 6.9 (44.4)                  | 14.4 (57.9)                 | 20.0 (68.0)                 | 23.7 (74.7)                 | 26.3 (79.3)                 | 27.6 (81.7)                 | 24.0 (75.2)                 | 17.4 (63.3)                 | 8.4 (47.1)                  | 1.1 (34.0)                  | 14.1 (57.4)                 |
| المتوسط اليومي °م (°ف)             | −7.3 (18.9)                 | −4.4 (24.1)                 | 1.8 (35.2)                  | 9.1 (48.4)                  | 15.0 (59.0)                 | 19.7 (67.5)                 | 23.1 (73.6)                 | 23.6 (74.5)                 | 18.4 (65.1)                 | 11.3 (52.3)                 | 3.0 (37.4)                  | −4.3 (24.3)                 | 9.1 (48.4)                  |
| متوسط درجة الحرارة الصغرى °م (°ف)  | −12.2 (10.0)                | −9.2 (15.4)                 | −2.9 (26.8)                 | 4.2 (39.6)                  | 10.5 (50.9)                 | 16.1 (61.0)                 | 20.3 (68.5)                 | 19.9 (67.8)                 | 13.3 (55.9)                 | 5.9 (42.6)                  | −1.6 (29.1)                 | −8.6 (16.5)                 | 4.6 (40.4)                  |
| أدنى درجة حرارة °م (°ف)            | −24.1 (−11.4)               | −25.2 (−13.4)               | −24.6 (−12.3)               | −5.2 (22.6)                 | 2.2 (36.0)                  | 9.0 (48.2)                  | 12.9 (55.2)                 | 10.0 (50.0)                 | 2.0 (35.6)                  | −8.5 (16.7)                 | −14.2 (6.4)                 | −23.4 (−10.1)               | −25.2 (−13.4)               |
| الهطول مم (إنش)                    | 7.0 (0.28)                  | 7.3 (0.29)                  | 14.4 (0.57)                 | 32.3 (1.27)                 | 60.7 (2.39)                 | 104.7 (4.12)                | 198.9 (7.83)                | 181.3 (7.14)                | 86.6 (3.41)                 | 35.3 (1.39)                 | 19.6 (0.77)                 | 9.5 (0.37)                  | 757.6 (29.83)               |
| متوسط أيام هطول الأمطار (≥ 0.1 mm) | 3.1                         | 3.2                         | 4.5                         | 6.7                         | 8.2                         | 10.9                        | 14.6                        | 11.4                        | 7.1                         | 5.7                         | 5.2                         | 3.0                         | 83.6                        |
| المصدر: Weather China              |                             |                             |                             |                             |                             |                             |                             |                             |                             |                             |                             |                             |                             |

## معرض صور

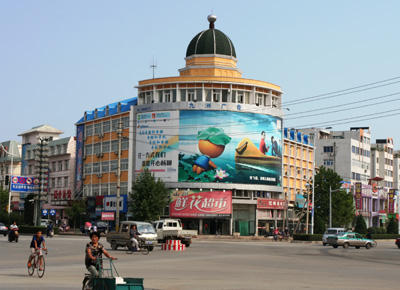
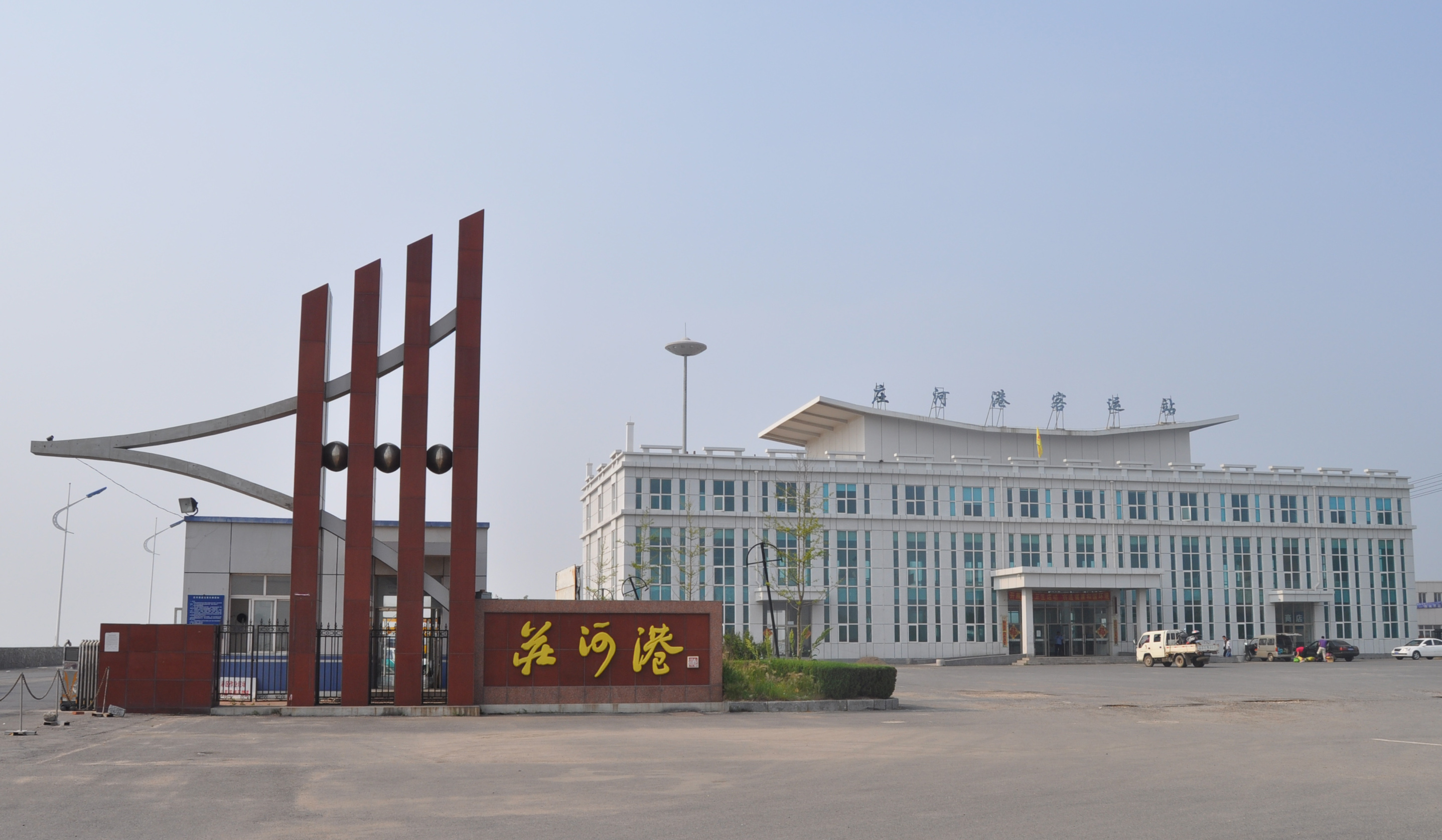
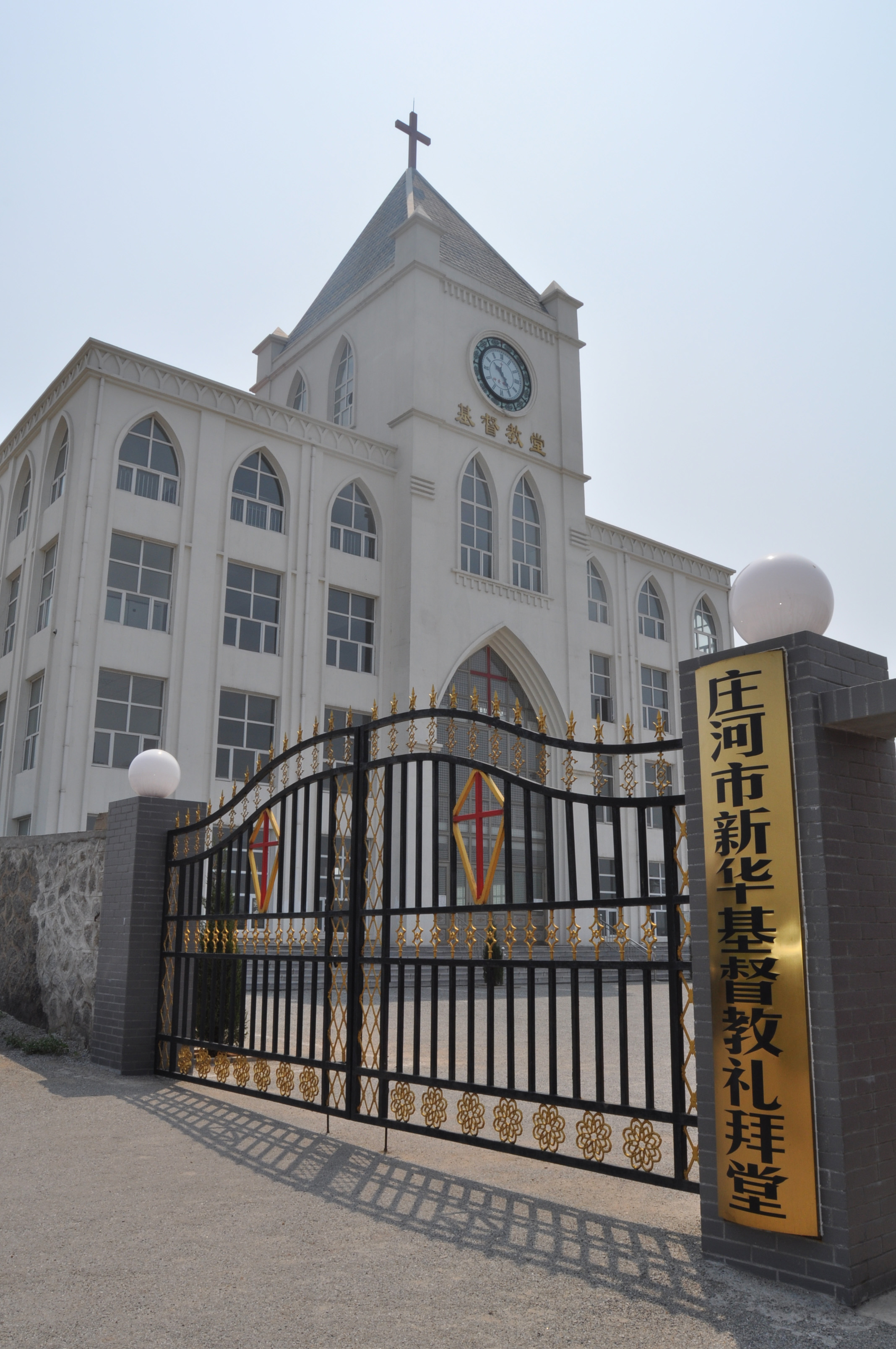

## التقسيمات الإدارية
- Wangjia  [لغات أخرى]‏.